# Kazandol
Kazandol (en macédonien Казандол) est un village du sud-est de la Macédoine du Nord, situé dans la municipalité de Valandovo. Le village comptait 147 habitants en 2002. Il est majoritairement turc.

## Démographie
Lors du recensement de 2002, le village comptait :
- Turcs : 147